# Борисово-Околицкий сельсовет
Борисово-Околицкий сельсовет — упразднённая административно-территориальная единица, существовавшая на территории Рязанской губернии и Московской области до 1939 года.
Борисово-Околицкий сельсовет был образован в первые годы советской власти. В конце 1920-х годов он входил в состав Зарайской волости Зарайского уезда Рязанской губернии.
В 1929 году Борисово-Околицкий с/с был отнесён к Зарайскому району Коломенского округа Московской области.
17 июля 1939 года Борисово-Околицкий с/с был упразднён. При этом оба входивших в его состав населённых пункта — Борисово-Околицы и Нижнее Вельяминово — были переданы в Козловский с/с.